# Церје Јесењско
Церје Јесењско је насељено место у саставу општине Јесење у Крапинско-загорској жупанији, Хрватска. До територијалне реорганизације у Хрватској налазило се у саставу старе општине Крапина.

## Становништво
На попису становништва 2011. године, Церје Јесењско је имало 158 становника.

## Попис1991.
На попису становништва 1991. године, насељено место Церје Јесењско је имало 211 становника, следећег националног састава:
| Попис 1991.‍ | Попис 1991.‍ | Попис 1991.‍ | Попис 1991.‍ | Попис 1991.‍ |
| ----------- | ----------- | ----------- | ----------- | ----------- |
|             |             |             |             |             |
| Хрвати      | Хрвати      |             | 211         | 100%        |
| укупно: 211 |             |             |             |             |